# Лалли, Мауро
Мауро Лалли (итал. Mauro Lalli; род. 17 сентября 1965, Предоре, Италия) — итальянский прелат и ватиканский дипломат. Титулярный архиепископ Паусуле с 1 марта 2024. Апостольский нунций в Папуа — Новой Гвинее с 1 марта 2024 по 15 января 2025. Апостольский нунций на Соломоновых Островах с 14 мая 2024 по 15 января 2025.